# محسنة المحيثاوي
محسنة المحيثاوي (مواليد 1970) هي اقتصادية وسياسية سورية تشغل حالياً منصب رئيس مجلس محافظة السويداء. وكانت مديرةً للمصرف العقاري في السويداء ورئيسةً لهيئة التفتيش المالي في المحافظة.

## الحياة المبكرة والتعليم
وُلِدت محسنة عام 1970 في قرية لبين التابعة لمحافظة السويداء. وهي تنتمي إلى الطائفة الدينية الدرزية. أنهت المحيثاوي دراستها الجامعية في جامعة دمشق عام 1995، وحصلت على درجة في التجارة والاقتصاد.

## حياة مهنية
بدأت محسنة مسيرتها المهنية في أوائل تسعينيات القرن العشرين، حيث عملت في مديرية المالية بالسويداء. شغلت على مر السنين عدة مناصب منها رئاسة بنك العقارات في محافظة السويداء. كما عملت مع هيئة التدقيق والتفتيش المالي في المقاطعة، مع التركيز على القضايا المتعلقة بالشفافية الإدارية ومكافحة الفساد.
في مارس 2023، استقالت من رئاسة قسم الخزانة، مشيرةً إلى عدم رضاها عن انتشار الفساد في الإدارة. وكانت المحيثاوي أيضًا مشاركة في الحركات السياسية المحلية، وكانت من أوائل النساء المشاركات في الاحتجاجات السلمية في السويداء التي تركزت في ساحة الكرامة، مطالبة بالإصلاحات والحقوق المدنية.
وفي مقابلة هاتفية مع قناة العربية بتاريخ 14/01/2025، نفت ما تداولته بعض الأنباء حول تعيينها محافظاً للسويداء بتاريخ 31/12/2024. وأنكرت التقارير التي أفادت بأنها التقت بمسؤولين من الحكومة السورية المؤقتة في دمشق.
في الرابع من مارس/آذار عُدَّنت رئيسةً لمجلس محافظة السويداء من قبل محافظ السويداء مصطفى البكور.